# ジョージアラグビー協会 (アメリカ合衆国)
ジョージアラグビー協会（ジョージアラグビーきょうかい、英語: Georgia Rugby Union; GRU）は、アメリカ合衆国におけるラグビーユニオンの地方協会。地域のラグビー競技の普及を目的とした、非営利の監督機関である。アメリカ合衆国ラグビー協会の下部組織であり、ジョージア州その他のアメリカ合衆国南東部の州を管轄地域とする。ジョージアラグビー協会は、早ければ1978年頃から存在していた。
ジョージアラグビー協会は4部門に分かれており（成年男子、成年女子、学生男子、学生女子）、協会はジョージア州全体のクラブチームを総括する。

## 関連リンク
- Georgia Rugby Union Officials
- Atlanta Renegades RFC
- Savannah Shamrocks – a member club of the GRU
- All member clubs